# Председатель Верховного суда США
Председа́тель Верхо́вного суда́ Соединённых Шта́тов Аме́рики (англ. Chief Justice of the United States, буквально — Главный судья Соединённых Штатов) — глава судебной ветви федерального правительства Соединённых Штатов и председатель Верховного суда США. Является одним из девяти судей Верховного суда; остальные восемь имеют статус его членов. Согласно Конституции США, ведёт заседания разбирательств Сената по делу об импичменте Президента США в случае официального предъявления обвинения нижней палатой Конгресса. По традиции, в ходе инаугурации президента США приводит к присяге новоизбранного президента.

## Список председателей
|     | Главный судья           | Портрет | Срок полномочий                     | Назначен президентом   |
| --- | ----------------------- | ------- | ----------------------------------- | ---------------------- |
| 1.  | Джон Джей               |         | 19 октября 1789 — 29 июня 1795      | Джордж Вашингтон       |
| 2.  | Джон Ратледж*           |         | 1 июля 1795 — 28 декабря 1795       | Джордж Вашингтон       |
| 3.  | Оливер Эллсворт         |         | 8 марта 1796 — 15 декабря 1800      | Джордж Вашингтон       |
| 4.  | Джон Маршалл            |         | 4 февраля 1801 — 6 июля 1835†       | Джон Адамс (Ф)         |
| 5.  | Роджер Брук Тони        |         | 28 марта 1836 — 12 октября 1864†    | Эндрю Джексон (Д)      |
| 6.  | Салмон Портленд Чейз    |         | 15 декабря 1864 — 7 мая 1873†       | Авраам Линкольн (Р)    |
| 7.  | Моррисон Ремик Уэйт     |         | 4 марта 1874 — 23 марта 1888†       | Улисс Грант (Р)        |
| 8.  | Мелвилл Уэстон Фуллер   |         | 8 октября 1888 — 4 июля 1910†       | Гровер Кливленд (Д)    |
| 9.  | Эдвард Дуглас Уайт**    |         | 19 декабря 1910 — 19 мая 1921†      | Уильям Говард Тафт (Р) |
| 10. | Уильям Говард Тафт***   |         | 11 июля 1921 — 3 февраля 1930       | Уоррен Гардинг (Р)     |
| 11. | Чарльз Эванс Хьюз**     |         | 24 февраля 1930 — 30 июня 1941      | Герберт Гувер (Р)      |
| 12. | Харлан Фиск Стоун**     |         | 3 июля 1941 — 22 апреля 1946†       | Франклин Рузвельт (Д)  |
| 13. | Фредерик Мур Винсон     |         | 24 июня 1946 — 8 сентября 1953†     | Гарри Трумэн (Д)       |
| 14. | Эрл Уоррен              |         | 5 октября 1953 — 23 июня 1969       | Дуайт, Эйзенхауэр (Р)  |
| 15. | Уоррен Эрл Бергер       |         | 23 июня 1969 — 26 сентября 1986     | Ричард Никсон (Р)      |
| 16. | Уильям Хаббс Ренквист** |         | 26 сентября 1986 — 3 сентября 2005† | Рональд Рейган (Р)     |
| 17. | Джон Гловер Робертс     |         | 29 сентября 2005 — настоящее время  | Джордж Уокер Буш (Р)   |